# Ascogaster shawi
Ascogaster shawi är en stekelart som beskrevs av Marsh 1989. Ascogaster shawi ingår i släktet Ascogaster och familjen bracksteklar. Inga underarter finns listade.